# Апсель

А́псель (нидерл. aap-zeil — «обезьяний парус») — косой треугольный парус, самый нижний из стакселей. Апсель ставится на штагах бизань-мачты на парусных судах с прямым вооружением. Также апсель ставится на двухмачтовых яхтах в слабый ветер, когда судно длительное время вынуждено идти одним галсом. Для эффективного использования апселя и на курсах галфвинд, некоторые яхты оснащаются как большим апселем, прикреплённым галсом вблизи мачты, так и малым, находящимся примерно на середине расстояния между обеими мачтами.
Галсовый угол апселя крепится на палубе судна с наветренной стороны от грота-гика, а шкот проводят через нок бизань-гика, отчего он одновременно становится аэродинамически выгодной распоркой для последнего.
Снасть, по которой поднимается и опускается апсель, называется «апсель-леером».